# Apatania incerta
Apatania incerta là một loài Trichoptera trong họ Apataniidae. Chúng phân bố ở miền Tân bắc.